# Savoy Pictures
Savoy Pictures Inc. war eine amerikanische Film-Produktionsfirma. Sie bestand von 1992 bis 1997 und ist nun Teil der IAC/InterActiveCorp, eines der größten Medienunternehmen des Landes.

## Geschichte

### Gründung
1992 gründete Victor A. Kaufmann die Savoy Pictures Incorporated zusammen mit dem zweiten Vorsitzenden Lewis J. Korman. In den nächsten Jahren erlangte die Firma Bekanntheit durch die Filme In den Straßen der Bronx, Flucht aus Absolom, Das Tal der letzten Krieger und Serial Mom.

### Konjunktureinbruch und Umstrukturierung
Mit zunehmendem Erfolg stiegen die Budgets der Filme, was Savoy vor allem durch Misswirtschaft zunehmend nicht mehr tragen konnte. Drei Jahre nach der Gründung stand das Unternehmen bereits vor finanziellen Schwierigkeiten, was durch die Produktion der erfolglosen Filme Exit to Eden und Schwer Verdächtig noch verschlechtert wurde.
Im Januar 1995 kündigte Kaufmann an, Robert N. Fried als neuen Leiter der Studios einzustellen. Fried brachte seinerseits Alan Sokol, Bob Levin, Cathy Schulman, Stan Brooks, Stan Wlodkowski und die Filmproduzenten Sam Raimi, Bob Teitel, George Tillman, Rob Weiss und Peter Chelsom ein. Im September des Jahres stellte Kaufmann seine Investitionen in die Filmproduktion ein und strukturierte das Unternehmen zu einer Sendeanstalt um.
Kurz danach schloss Kaufmann ein Abkommen mit New Line Cinema, die daraufhin die Produktion bzw. Nachproduktion der noch nicht fertiggestellten Filme der Firma übernahmen. Darunter war das Regie-Debüt von Martin Lawrence A Thin Line Between Love and Hate und Filme wie American History X, The Adventures of Pinocchio, The Stupids und Ein einfacher Plan.

### SF Broadcasting und Auflösung
Von 1994 bis 1997 existierte Savoy Pictures als Joint Venture mit der Fox Broadcasting Company, in einem Unternehmen mit dem Namen SF Broadcasting. Gesendet wurde mit den Stationen WALA-TV in Mobile (Alabama), WLUK-TV in Green Bay, WVUE in New Orleans und KHON in Honolulu. 1995 schlossen sie sich dem FOX-Netzwerk an und wurden 1997 an Silver King Broadcasting verkauft.
Savoy kündigte im Dezember 1995 an, von IAC/Interactive Corporation aufgekauft zu werden. 1997 wurde der Vertrag abgeschlossen und die Savoy Pictures Incorporation hörte faktisch auf, zu existieren. Heute ist Viktor Kaufmann stellvertretender Vorsitzender und Vorstandsmitglied von IAC.

## Derzeitige Rechte
Bis zur Auflösung von Savoy Pictures übernahm Home Box Office den Vertrieb von VHS - Heimvideos. Nach 1997 teilten sich HBO und die Tochtergesellschaft Warner Bros. Television die Rechte an Film- und Fernsehproduktionen. Focus Features, eine Firma der Universal Pictures, kündigte eine Neuauflage des Savoy - Filmes Serial Mom für den 6. Mai 2008 an.